# Renholmsgrönnan
Renholmsgrönnan is een Zweeds eiland behorend tot de Lule-archipel. Het was een zandbank voor de kust van het voormalige eiland Renholmen, dat anno 2008 vastzit aan het vasteland. Het heeft geen oeververbinding en is onbebouwd.